# تشوي جا هي
تشوي جا هي (بالكورية: 최자혜)‏ هي ممثلة كورية جنوبية. ولدت يوم 26 يوليو 1981 في سول في كوريا الجنوبية.

## روابط خارجية
- تشوي جا هاي على موقع IMDb (الإنجليزية)